# Keizo Shimada
Keizō Shimada (島田啓三?) (Tokio, 3 de mayo de 1900-11 de febrero de 1973) fue un autor de manga, conocido por ser el creador de Las aventuras de Dankichi. Comenzó a destacar durante la década de los años 30 llegando a convertirse en uno de los creadores de manga japoneses más importantes durante el periodo de la Segunda Guerra Mundial.

## Biografía
Una de sus obras más reconocidas, de la que no se conserva gran parte de su contenido original, fue la publicada en 1932 que se titulaba Dankichi-jima.
En 1933 adquirió fama al realizar una edición pictórica del mapa del mundo que fue publicado por Yasutaro Sato. En esta creación se destaca el Imperio Japonés donde se incluye tanto a Taiwán como a Corea como partes del imperio. El mapa presenta una variedad de viñetas destinadas a ilustrar la cultura, la flora y la fauna regionales en el que además se puede destacar su aspecto militar. Este mapa del mundo es la creación de Shimada que más relevancia tiene en la actualidad.
Las obras de Shimada no estuvieron exentas de críticas y polémica. Keizo Shimada fue criticado a menudo después del fin de la Segunda Guerra Mundial porque sus historietas justificaban a menudo la agresión japonesa. Como ejemplo encontramos The Boy "Pilipino" que fue creado por el propio Keizo Shimada en enero de 1943.

## Las aventuras de Dankichi
Las aventuras de Dankichi es la obra desarrollada por Keizo Shimada y publicada por Yasutaro Sato. Las aventuras de Dankichi se convirtió en uno de los tebeos japoneses más importantes y conocidos en Japón  durante el desarrollo de la Segunda Guerra Mundial. La obra contaba la historia de un muchacho, que naufraga en una isla en el Pacífico del sur con su ratón, y se convierte en jefe de los nativos. 